# 稻眉眼蝶
稻眉眼蝶（学名：Mycalesis gotama）展開翅膀大概4到5公分左右，底色灰褐色，前翅背面大約有兩枚大小不同的眼紋，負面中央有一條白色縱向的條紋。後翅外緣的部分大概有六至七枚大小不同的眼紋，其中第五枚會比較大，比較特別的部分是牠在秋冬季眼紋會退化或消失。

## 特徵
雌雄翅膀上斑紋相似。軀體被側呈現褐色，腹部呈現黃白色。前翅近直三角形呢，前緣與外緣成弧形，後翅像扇形。靠近外緣邊有淺色重線紋。

## 生態習性
多世代性蝶種。成蝶喜歡在開闊的環境活動。成蝶飛起來慢慢的。

## 棲地分佈
主要分布在台灣本島的低、中海拔地區，離島龜山島那邊也有一些紀錄。台灣外亦有分布，華南華中華西與日本等地區皆有出現。

## 攝食食物
寄主食物 : 芒、五節芒、象草、開卡蘆、稻等禾本科植物。吃的部位是葉片。